# Medvédkovo
Medvédkovo (en ruso: Медведково) es una estación del Metro de Moscú situada en el Distrito de Sevérnoye Medvédkovo de dicha ciudad. La estación constituye el fin de línea por el nordeste de la línea Kaluzhsko-Rízhskaya.

## Historia
La estación se inauguró el 29 de septiembre de 1978.

## Diseño
La estación Medvédkovo fue diseñada por las arquitectas Nina Aleshina y Natalia Samoilova. Su diseño incluye pilares rectos recubiertos de mármol con tonos rosa y tiras de acero inoxidable. Las paredes exteriores de la estación están recubiertas de mármol rojo con triángulos de aluminio anodizado intercalados y coronados por placas de Alekséyev que representan la fauna del norte del país.

## Accesos
Los accesos a la estación se encuentra en ambos lados de la calle Shirokaya, al oeste de la calle Grekova.

## Conexiones
Esta estación no dispone de conexión con ninguna otra línea.